# Daetaleus purpureus
Daetaleus purpureus là một loài ruồi trong họ Tachinidae.